# Miejsce na miotle
Miejsce na miotle (ang. Room on the Broom) – brytyjski film animowany z 2012 roku wyprodukowany przez Magic Light Pictures i Studio Soi.
Premiera filmu miała miejsce 25 grudnia 2012 roku na brytyjskim kanale BBC One. W Polsce premiera filmu odbyła się 26 października 2013 roku na antenie Disney Junior.

## Opis fabuły
Film opowiada o historii czarownicy, która marzy o tym, aby mieć przyjaciół. Uwielbia podróżować po świecie na swojej zaczarowanej miotle, a w czasie swoich wypraw zawiera nowe znajomości.

## Obsada
- Simon Pegg – narrator
- Gillian Anderson – Wiedźma
- Rob Brydon – Kot
- Timothy Spall – Smok
- Martin Clunes – Pies
- Sally Hawkins – Ptaszek
- David Walliams – Żaba

## Wersja polska
Wersja polska: SDI Media Polska

Reżyseria: Joanna Węgrzynowska-Cybińska

Dialogi: Kamila Goworek

Kierownictwo produkcji: Beata Jankowska

Koordynacja produkcji: Ewa Krawczyk

Wystąpili:
- Agnieszka Kunikowska – Wiedźma
- Anna Sztejner – Ptaszek
- Jarosław Boberek – Narrator
- Wojciech Chorąży – Kot
- Michał Podsiadło – Pies
- Jakub Szydłowski – Żaba

oraz:
- Zbigniew Konopka – Smok

Lektor: Jarosław Boberek